# 82232 Heuberger
82232 Heuberger è un asteroide della fascia principale. Scoperto nel 2001, presenta un'orbita caratterizzata da un semiasse maggiore pari a 2,3125653 UA e da un'eccentricità di 0,1342624, inclinata di 4,77603° rispetto all'eclittica.
Dal 13 luglio al 28 settembre 2004, quando 90377 Sedna ricevette la denominazione ufficiale, è stato l'asteroide denominato con il più alto numero ordinale. Prima della sua denominazione, il primato era di 78433 Gertrudolf.
L'asteroide è dedicato a Robert e Ruth Heuberger, coniugi amici dello scopritore.